# Hen
Hen (conocido como HEN en Japón y Strange Love en Estados Unidos) es un manga seinen el cual fue el primer trabajo creado por el mangaka Hiroya Oku, más conocido por Gantz. Una traducción apta para el título "hen" (literalmente: "extraño") en este caso sería raro por el doble significado de raro con homosexual. Si bien esta obra tiene escenas sexuales explícitas, no es considerada hentai.
Hiroya pasó incontables horas trabajando con Hen. Tras el término de la misma, muchos artistas H y dōjinshi usaron la denominada técnica de "rastros de movimiento de pechos", que eran comunes en Hen. Los "rastros de movimiento de pechos" (o como Hiroya los llame) eran líneas que definían el movimiento de los pechos. Hiroya bromea con esto en algunos volúmenes de Gantz.

## Versiones
Existen dos historias paralelas cuyos protagonistas representan el descubrimiento de la homosexualidad tanto en el género femenino como el masculino. Los personajes de la primera serie aparecen en la segunda.
- (変) Suzuki y Satō: La primera serie consta de 13 volúmenes (aunque los tres primeros son una colección de historias cortas). Ichirō Suzuki, un joven heterosexual, se enamora de otro chico, Yūki Sato, convencido de que este es en realidad una chica atrapada en el cuerpo de un chico.

- (ＨＥＮ) Chizuru y Azumi: La segunda serie, de 8 volúmenes, en la cual Chizuru Yoshida, modelo, se enamora de su compañera de escuela, Azumi Yamada.

## Argumento
Chizuru Yoshida es la chica más atractiva de su clase, quien puede tener a cualquier hombre que deseé. En secreto mantiene otra vida como modelo y ha aparecido en algunos anuncios de televisión. A pesar de estar saliendo con un chico muy guapo, Chizuru nunca ha estado enamorada, hasta que conoce a Azumi Yamada, una chica transferida recientemente a su escuela y la cual es vecina de su novio.
Azumi tiene la misma edad que Chizuru pero parece mucho más pequeña, teniendo un cuerpo infantil y una belleza "común". Chizuru no tarda en quedar prendada al poco de conocerla. Lo "extraño" de esta relación, además de las diferencias entre ambas chicas, es la forma en la que Chizuru niega la atracción que siente hacia Azumi, incapaz de aceptar la posibilidad de gustar de otra chica. 

### OVA
El OVA consta de dos capítulos, en donde sólo se muestra la primera parte del manga. El primero se centra en la vida de Chizuru y el segundo contiene ciertas escenas yuri. Aquí quedan más que claros los sentimientos sexuales que siente Chizuru hacia su Azumi.

### Serie de televisión
En 1996, Hen fue transmitida en forma de serie televisiva de acción real. La primera temporada contó con las actuaciones de Shinsuke Aoki como Suzuki, la actriz Aiko Sato como Sato, y Shigaya Kazuma como Hiroya Oku. La segunda temporada contó con Asami Jo como Chizuru y Miho Kiuchi como Azumi. El lanzamiento de VHS contiene más escenas de sexo explícito que su versión televisiva.

## Personajes
- Chizuru Yoshida (吉田 ちずる Yoshida Chizuru?)

Es una chica presuntuosa que puede manipular a los hombres a su gusto, incluyendo profesores de su propia escuela. Es modelo y ha aparecido en comerciales de televisión. Chica hermosa y voluptuosa, utiliza a los hombres para beneficio personal, sin mostrar real interés por ninguno. Esto cambia cuando conoce a Azumi Yamada, la vecina de su novio. Sin comprender por qué, intenta hacer lo imposible por llamar su atención. Es impulsiva, una prueba de ello es que termina con su novio a causa de creer amar a Azumi más que a nadie, así poco a poco ir introduciéndose en el mundo LGBT, comprometiéndose de esta forma hacia lo que siente.
Su desconcierto inicial se afianza cuando comienza a notar que ella misma toma actitudes de "cortejo" con una chica, situación que ella vivió desde el otro lado; cuestión que no llega a comprender. Su independencia y carácter fuerte se desmoronan al encontrarse con Azumi. 
- Azumi Yamada (山田 あずみ Yamada Azumi?)

Una chica tímida de contextura débil, pequeña para su edad y de un carácter inocente que se convierte en "irresistible" ante los ojos de Chizuru, la cual se enamora enfermizamente de ella. Es vecina del novio de Chizuru y se traslada poco después de terminar un comercial, captando la atención de Chizuru la primera vez que se cruzan por mera coincidencia. Azumi no comprende mucho qué sucede con la nueva vecina, pero es capaz de percibir de alguna forma los verdaderos sentimientos que tiene su amiga hacia ella. Azumi se siente intimidada por Chizuru, ya que la palabra "lesbiana" es frecuentemente pronunciada entre las dos.
- Ryuichi Kobayashi (小林 龍一 Kobayashi Ryuichi?)

Es un chico transferido a la misma escuela que las chicas, y disfruta mucho de las actividades extracurriculares del club de cine en su tiempo libre. Luego de conocer a Chizuru en la enfermería, se enamora de ella deseando que se convierta en actriz en una de sus películas. Eventualmente conoce a Azumi y se hace amigo de ella, a la cual intenta utilizar para convencer a Chizuru a participar de su sueño. Para Chizuru, él representa una amenaza y llega incluso a intentar seducirlo y tener sexo con él y poder así arruinar sus planes pero la imagen de Azumi llorando evita que concrete sus planes. Después de hacer una película romántica casera junto con Azumi se va a Estados Unidos para siempre por el trabajo de su padre, despidiéndose de ella y confesándole su amor.
- Sushiaki Karasawa (唐沢 寿明 Karasawa Sushiaki?)

Karasawa es un profesor del instituto al que ambas chicas concurren. Se enamora de Chizuru luego de reconocerla en una publicidad como modelo, lo que la enfurece. En un plan ideado por ella, convence al profesor de pasar la noche con él pero en realidad lo atormenta toda la noche en su departamento, sin que él pueda llegar a tocarla. 
- Hiroyuki (ヒロユキ?)

Una estrella de rock que vive en una suite y es el novio de Chizuru. Cuando comienza a tener dudas respecto a su novia con su amiga Azumi, crea un plan para seducir a Azumi e intentar tomar su virginidad, el cual resulta fallido pero sirve para plantar en su novia la semilla de la sospecha.
- Ichirō Suzuki

Un joven con una altura cercana a los 2 metros y muy popular entre las chicas y personaje principal de la primera serie quien hace su reaparición en la segunda tras conocer a Chizuru bajo los escombros de un edificio luego de su derrumbe. A continuación este la besa ante las cámaras de los reporteros para así ocultar tanto su homosexualidad como la de Chizuru (aunque también podría ser por la atracción química hacia ella). Una vez que le dan de alta decide vivir solo en un departamento.
- Yūki Sato

Personaje principal de la primera serie quien hace su reaparición en la segunda como testigo del derrumbe de un edificio en el que Suzuki quedó involucrado. Es un chico con estética bishōnen, razón por la cual Suzuki está enamorado de él, creyendo que es una chica. A pesar de que Yūki se percata de ello, prefiere a una chica que a Ichirō, considerándolo a este como un acosador.
- Hiroya Oku (奥 浩哉 Oku Hiroya?)

Personaje de la primera serie con el mismo nombre real del autor mangaka que hace su reaparición en la segunda como testigo del derrumbe de un edificio en el quedó involucrado Suzuki. Es el mejor amigo de Sato, quien generalmente está a su lado en cualquier situación para darle consejos. Al ver a Ichirō y Chizuru juntos, cree que es una buena oportunidad para que estén como pareja y así dejar en paz a Yūki y a Azumi.
- Saena Suzuki

Hermana menor de Ichirō con la característica de tener los senos bastante grandes. Personaje de la primera serie que hace su reaparición en la segunda como testigo del derrumbe de un edificio en el que su hermano mayor quedó involucrado. Deja a que Chizuru viva con ella por un tiempo aunque se siente acosada por su lesbianidad. Tiene un gran afecto a su hermano pero este trata de estar lejos de ella por temor a llegar al incesto con ella debido a su belleza.